# Башкол
Башкол — река в России, протекает по Эльбрусскому району Кабардино-Балкарской Республики. Длина реки составляет 5,9 км, площадь водосборного бассейна — 10,2 км².
Родник-исток реки находится между горой Ташлы-Стауат и урочищем Ортасырт. Затем река течёт в общем северо-западном направлении. Сливаясь с Бильбичаном, образует реку Тызыл.

## Данные водного реестра
По данным государственного водного реестра России относится к Западно-Каспийскому бассейновому округу, водохозяйственный участок реки — Баксан, без реки Черек. Речной бассейн реки — реки бассейна Каспийского моря междуречья Терека и Волги.
Код объекта в государственном водном реестре — 07020000712108200004666.